# Watheroo
Watheroo är en ort i Australien. Den ligger i regionen Moora och delstaten Western Australia, omkring 180 kilometer norr om delstatshuvudstaden Perth.
Trakten runt Watheroo är nära nog obefolkad, med mindre än två invånare per kvadratkilometer.. Det finns inga andra samhällen i närheten.
Trakten runt Watheroo består till största delen av jordbruksmark. Genomsnittlig årsnederbörd är 415 millimeter. Den regnigaste månaden är juli, med i genomsnitt 63 mm nederbörd, och den torraste är december, med 13 mm nederbörd.